# Corry en de Rekels
Corry en de Rekels was een Nederlandse muziekgroep rond zangeres Corry Konings. De groep is vooral bekend van de hit Huilen is voor jou te laat.

## Biografie
In 1968 werd Corry Konings ontdekt door Ries Brouwers. Konings was destijds zeventien jaar en werkte als kapster. Daarnaast zong ze al twee jaar bij de groep De Mooks. Een lokale platenhandelaar had haar horen zingen en haar voorgesteld aan Pierre Kartner. Konings zong op dat moment bij het dansorkest De Rekels dat bestond uit gitarist Jacques Wagtmans, bassist-sologitarist André de Jong, accordeonist Jos van Zundert en drummer Kees Dekkers. Konings werd in 1973 vervangen door Hanny (Hanny en de Rekels), die later een succesvolle solocarrière zou uitbouwen onder de naam Hanny. De eerste single die Corry en de Rekels in 1969 uitbrachten was Vaarwel, ik zal geen traan om je laten en werd in de Veronica Top 40 nummer 22. In Vlaanderen werd het zelfs nummer 6. De tweede stem in het nummer wordt ingezongen door Pierre Kartner. Dat zou hij bij alle singles van Corry en de Rekels blijven doen. Na Mijn stil verdriet kwam in 1970 het grote succes met Huilen is voor jou te laat. Dat nummer kwam tot #5 in de Top 40 en stond 42 weken genoteerd, wat voor die hitlijst destijds een record was. Het record hield ruim 43 jaar stand, totdat Pharrell Williams het in 2014 verbrak met zijn single Happy. In de Hilversum 3 Top 30 stond Huilen is voor jou te laat 19 weken genoteerd en kwam het twee keer opnieuw binnen in de lijst. In datzelfde jaar werd drummer Kees Dekkers vervangen door Frans Castelijn, die in 1972 opgevolgd werd door Rob Kraak.
Corry en de Rekels hadden daarna nog hits met Rozen die bloeien, Zonder het te weten, het kerstnummer Hoog daar aan de hemel, Igorowitsch en Dagen en nachten. In 1972 verliet Konings De Rekels om een succesvolle solocarrière te beginnen. Tot 1988 trad ze op onder de naam Corry en daarna onder haar volledige naam, Corry Konings. Haar grootste solohits waren Ik krijg een heel apart gevoel van binnen, Adios amor en Mooi was die tijd.

## Hanny en de Rekels
Na het vertrek van Konings hielden De Rekels audities voor een nieuwe zangeres. Daaruit werd de zestienjarige Alkmaarse zangeres Hennie Lonis gekozen. Als Hanny en de Rekels scoorden ze hetzelfde jaar nog een grote hit met Mario. Tot en met 1975 bleef de groep samen optreden en platen opnemen. In die periode werd ook een nummer met Frans, ex-zanger van De Rekels, opgenomen en begeleidden De Rekels hem en Monique op hun single Hé Monique. In 1988 kwamen Hanny en de Rekels weer voor twee jaar bij elkaar, maar met weinig succes.

## Reünie
Toen Konings in 2004 35 jaar in het vak zat, organiseerde ze een reünie met De Rekels. Naar aanleiding van deze reünie verscheen het album Na 35 jaar, met nieuwe nummers geschreven door Pierre Kartner, Henk van Broekhoven, Jheron van der Heijden en andere bekende tekstschrijvers. Het rekelssoundje was nog altijd duidelijk aanwezig. In 2007 verscheen een dvd met oude en nieuwe fragmenten van Corry en de Rekels en Konings' solocarrière.

## Bezetting
De leden van de oorspronkelijke band waren Corry Konings (1969-1972), Jacques Wagtmans (1969-1972), André de Jong (1969-1972), Jos van Zundert (1969-1972), Rob Kraak (1971-1972), Kees Dekkers (1968-1969) en Frans Castelijn (1969-1971). Die waren allemaal op enig moment deel van de reünieband.

## Discografie

### Albums
| Album met eventuele hitnotering(en) in de Nederlandse Album Top 100 | Datum van verschijnen | Datum van binnenkomst | Hoogste positie | Aantal weken | Opmerkingen |
| ------------------------------------------------------------------- | --------------------- | --------------------- | --------------- | ------------ | ----------- |
| Corry en de Rekels                                                  |                       | 23-05-1970            | 6               | 41           |             |
| Corry en de Rekels 2                                                |                       | 26-09-1970            | 1(5wk)          | 49           |             |
| Corry en de Rekels 3                                                |                       | 11-12-1971            | 12              | 8            |             |
| Na 35 jaar                                                          |                       | 18-12-2004            | 91              | 2            |             |

### Singles
| Single met eventuele hitnotering(en) in de Nederlandse Top 40 | Datum van verschijnen | Datum van binnenkomst | Hoogste positie | Aantal weken | Opmerkingen               |
| ------------------------------------------------------------- | --------------------- | --------------------- | --------------- | ------------ | ------------------------- |
| Vaarwel, ik zal geen traan om je laten                        |                       | 02-08-1969            | 22              | 10           |                           |
| Mijn stil verdriet                                            |                       | 03-01-1970            | 23              | 6            |                           |
| Huilen is voor jou te laat                                    |                       | 11-04-1970            | 5               | 40           | Hit van het jaar 1970     |
| Rozen die bloeien                                             |                       | 30-01-1971            | 4               | 11           |                           |
| Zonder het te weten                                           |                       | 11-09-1971            | 11              | 7            |                           |
| Hoog daar aan de hemel                                        |                       | 25-12-1971            | 10              | 4            | Alarmschijf               |
| Igorowitsch                                                   |                       | 12-02-1972            | 16              | 5            |                           |
| Dagen en nachten                                              |                       | 20-05-1972            | 32              | 3            |                           |
| Maak wat tijd voor me vrij                                    |                       | 22-11-2005            |                 |              | Van het album: Na 35 jaar |

| Single met hitnotering(en) in de Vlaamse Ultratop 50 | Datum van verschijnen | Datum van binnenkomst | Hoogste positie | Aantal weken | Opmerkingen       |
| ---------------------------------------------------- | --------------------- | --------------------- | --------------- | ------------ | ----------------- |
| Vaarwel, ik zal geen traan om je laten               |                       | 20-09-1969            | 6               | 11           | in de Humo Top 20 |
| Igorowitsch                                          |                       | 04-03-1972            | 28              |              | in de BRT Top 30  |

### NPO Radio 2 Top 2000
| Nummer met noteringen in de NPO Radio 2 Top 2000 | '99 | '00  | '01  | '02  | '03  | '04  | '05  | '06  | '07  | '08  |
| ------------------------------------------------ | --- | ---- | ---- | ---- | ---- | ---- | ---- | ---- | ---- | ---- |
| Huilen is voor jou te laat                       | 983 | 1172 | 1190 | 1561 | 1113 | 1089 | 1417 | 1806 | 1305 | 1375 |

1. ↑  Een vetgedrukt getal geeft de hoogste notering aan.
2. ↑  Deze tabel is bijgewerkt tot en met de laatste editie (2024).